# 100 rzeczy do przeżycia przed liceum
100 rzeczy do przeżycia przed liceum (ang. 100 Things to Do Before High School, 2014–2016) – amerykański serial komediowy stworzony przez Scotta Fellowsa (twórcę seriali jak Big Time Rush i Szkolny poradnik przetrwania). Wyprodukowany przez wytwórnię Jack Mackie Pictures i Nickelodeon Productions.
Premiera serialu odbyła się w Stanach Zjednoczonych 11 listopada 2014 na amerykańskim Nickelodeon jako godzinny odcinek pilotowy, natomiast regularna emisja rozpoczęła się 30 maja 2015. W Polsce serial zadebiutował 30 sierpnia 2015 na antenie Nickelodeon Polska.

## Opis fabuły
Serial opisuje perypetie trzech bohaterów – CJ Martin, Fenwicka Fraziera i Christiana „Crispo” Powersa, którzy codziennie razem przeżywają niesamowite przygody. Każdego dnia przyjaciele muszą zmagać się z ekscentrycznymi nauczycielami i złośliwymi kolegami oraz stawić czoło różnym przeciwnościom losu.

## Bohaterowie

### Pierwszoplanowi
- Caroline June Martin „CJ” (Isabela Moner) – główna bohaterka serialu. Przyjaźni się z Fenwickiem i Crispo. Razem z nimi chce zrobić 100 rzeczy zanim pójdą do liceum. Ma 12 lat. Nigdy się nie poddaje.
- Fenwick Frazier (Jaheem Toombs) – przyjaciel CJ od przedszkola. Nigdy nie oblał ani jednego testu. Często jest przeciwny pomysłom CJ. Jest bardzo mądry.
- Christian Powers „Crispo” (Owen Joyner) – przyjaciel CJ od przedszkola, został jej przyjacielem po tym jak wyciągnęła mu pluszową żyrafę z ust. Jest bardzo popularny. W 1 odcinku Mindy się w nim zakochuje. Kiedyś nosił aparat.
- Pan Roberts (Jack DeSena) – jest doradcą szkolnym. Często pomaga CJ, Crispo i Fenwickowi.

### Drugoplanowi
- Mindy Minus (Brady Reiter) – popularna dziewczyna w szkole, ubiera się na różowo. Ma swoją paczkę. Jest zakochana w Crispo. Nie cierpi CJ i Fenwicka.
- Dyrektorka „Darth Vader” Hader (Lisa Arch) – nowa dyrektorka w szkole. Jest surowa.
- Pati Macabra – Chodzi do klasy z CJ. Jest gotką, ubiera się na czarno, należy do klubu czarnych szminek.

## Wersja polska
Wersja polska: na zlecenie Nickelodeon Polska – Master Film

Reżyseria i dźwięk: Elżbieta Mikuś

Dialogi: Antonina Kasprzak

Montaż:
- Jan Graboś (odc. 1–12),
- Gabriela Turant-Wiśniewska (odc. 13–18, 20–25).

Kierownictwo produkcji: Katarzyna Fijałkowska

Teksty piosenek: Andrzej Brzeski

Kierownictwo muzyczne: Adam Krylik

Nadzór merytoryczny: Katarzyna Dryńska

Wystąpili:
- Magdalena Wasylik – CJ Martin.
- Marek Moryc – Fenwick Frazier.
- Jeremi Czyż – Crispo Powers.
- Agnieszka Warchulska – dyrektorka Hader.
- Wojciech Żołądkowicz – pan Roberts.
- Robert Tondera – tata CJ.
- Kinga Tabor – mama CJ.
- Kamil Dominiak – Ronbie Martin.
- Paulina Komenda – Mindy Minus.
- Waldemar Barwiński – pan Slinko.
- Hanna Kinder-Kiss – trenerka w-f.
- Maciej Dybowski – Paul Schmolitor.
- Adam Krylik – jeden z licealistów (odc. 1).
- Wojciech Chorąży – budowlaniec (odc. 1).
- Olaf Marchwicki – Benji Froman (odc. 2, 6, 10, 13, 21).
- Jakub Jankiewicz – Enzo Froman (odc. 2, 6, 10, 13, 21).
- Karol Osentowski – Ciacho z ósmej klasy (odc. 3, 15, 19, 23, 25).
- Mateusz Narloch:
  - uczeń w stroju maskotki (odc. 4),
  - ósmoklasista (odc. 16),
  - Dale Stubbs (odc. 23, 25).
- Julia Siechowicz – Scout McKluski (odc. 5–6).
- Mirosława Krajewska – ciocia Fenwicka (odc. 5).
- Miłogost Reczek – profesor Nuda (odc. 5–11, 15, 20, 24).
- Julia Chatys – Patti Makabra (odc. 6, 19).
- Katarzyna Kozak – kucharka Natasha (odc. 7, 11, 16, 19).
- Ewa Kania – pani Seagraves (odc. 8).
- Piotr Borowiec – lektor reklamy (odc. 9).
- Adam Biedrzycki – pan Bandt (odc. 10).
- Maria Pawłowska:
  - Lori Loudly (odc. 11, 13),
  - dziewczyna #1 (odc. 25).
- Marta Dylewska:
  - Zelphaba (odc. 11),
  - Martha St. Reynolds (odc. 21),
  - dziewczyna #2 (odc. 25).
- Maksymilian Michasiów – „Błyskawica” (odc. 11).
- Otar Saralidze:
  - egzaminator (odc. 11),
  - spiker (odc. 12).
- Barbara Kałużna – spikerka (odc. 12).
- Beniamin Lewandowski – Blake Montgomery (odc. 13, 18).
- Michał Mostowiec – Gienio Finklestein (odc. 13).
- Jan Rotowski:
  - Mark Chernoff (odc. 13, 21),
  - Stanley Sidekick (odc. 16).
- Artur Kaczmarski – pan Bandt (odc. 17, 19).
- Krzysztof Szczepaniak – Stephen ‘Flick’ Powers (odc. 17).
- Kinga Suchan:
  - Jill Jillerton (odc. 19),
  - Tammi (odc. 23),
  - Amy Chu (odc. 25).
- Lucyna Malec – pani Glinka (odc. 19).
- Mateusz Lewandowski:
  - dziennikarz (odc. 19),
  - Louie Vito (odc. 22).
- Janusz Wituch – woźny (odc. 20–21).
- Jacek Król:
  - Neil deGrasse Tyson (odc. 22),
  - Dojo Dave (odc. 23).
- Przemysław Wyszyński – Anthony Del Rey (odc. 22).
- Bernard Lewandowski – Julio (odc. 24).
- Sara Lewandowska – Gert (odc. 24).
- Filip Rogowski – Bert (odc. 24).
- Paulina Korthals – Sylvia Simmons (odc. 25).
- Julia Kołakowska-Bytner – dziewczyna #3 (odc. 25).
- Tomasz Jarosz.

...i inni.
Lektor: Marek Ciunel.

## Spis odcinków
| Seria | Odcinki | Premiera serii    | Finał serii    | Premiera serii   | Finał serii   |
| ----- | ------- | ----------------- | -------------- | ---------------- | ------------- |
| 1     | 26      | 11 listopada 2014 | 27 lutego 2016 | 30 sierpnia 2015 | 21 marca 2016 |

### Seria 1 (2014–16)
| #  | Tytuł | Reżyseria            | Scenariusz                 | Oryginalna premiera  | Polska premiera      | Kod     |
| -- | --- | -------------------- | -------------------------- | -------------------- | -------------------- | ------- |
| 1  | Pilot Special | Jonathan Judge       | Scott Fellows              | 11 listopada 2014    | 30 sierpnia 2015     | 101/102 |
| 2  | Założyć kapelę! Start a Garage Band Thing!                                                                                    | Carlos Gonzales      | Julie Brown                | 30 maja 2015         | 6 września 2015      | 105     |
| 3  | Bieg z niedźwiedziami! Run with the Bears Thing!                                                                              | Savage Steve Holland | Keith Wagner               | 6 czerwca 2015       | 13 września 2015     | 106     |
| 4  | "Tak!” przez jeden dzień Say Yes to Everything for a Day Thing!                                                               | Savage Steve Holland | Nathan Knetchel            | 13 czerwca 2015      | 20 września 2015     | 104     |
| 5  | Bądź dobrą wróżką! Be a Fairy Godmother Thing!                                                                                | Savage Steve Holland | Mark Fellows               | 20 czerwca 2015      | 27 września 2015     | 107     |
| 6  | Nie spać do rana! Stay Up All Night Thing!                                                                                    | Jonathan Judge       | Lazar Saric                | 27 czerwca 2015      | 4 października 2015  | 108     |
| 7  | Adoptuj paczkę mąki Adopt a Flour Baby Thing!                                                                                 | Savage Steve Holland | Scott Fellows              | 11 lipca 2015        | 11 października 2015 | 109     |
| 8  | Zmień styl i zobacz, co się zdarzy Change Your Look and See What Happens Thing!                                               | Melissa Kosar        | Katie Mattila              | 18 lipca 2015        | 18 października 2015 | 110     |
| 9  | Znajdź swoją supermoc Find Your Super Power Thing!                                                                            | Jonathan Judge       | Scott Fellows              | 25 lipca 2015        | 25 października 2015 | 103     |
| 10 | Podchody Scavenger Hunt Thing!                                                                                                | Jonathan Judge       | Julie Brown                | 19 września 2015     | 1 listopada 2015     | 111     |
| 11 | Znajdź nowego przyjaciela! Make a New Friend Today Thing!                                                                     | Savage Steve Holland | Nathan Knetchel            | 26 września 2015     | 8 listopada 2015     | 112     |
| 12 | Zostań szalonym naukowcem! Be a Mad Scientist Thing!                                                                          | Julian Petrillo      | Keith Wagner               | 3 października 2015  | 15 listopada 2015    | 113     |
| 13 | Wstąp do klubu! Join A Club Thing!                                                                                            | Jonathan Judge       | Mark Fellows               | 10 października 2015 | 15 lutego 2016       | 115     |
| 14 | Przeżyj najfajniejsze szkolne Halloween! Have The Best Halloween School Day Ever Thing!                                       | Julian Petrillo      | Lazar Saric I Keith Wagner | 24 października 2015 | 30 lipca 2016        | 125     |
| 15 | Wykorzystaj chorobę na maksa Get the Most Out of a Sick Day Thing!                                                            | Savage Steve Holland | Scott Fellows              | 7 listopada 2015     | 17 lutego 2016       | 117     |
| 16 | Siądź przy innym stoliku! Sit at a Different Lunch Table Thing!                                                               | Savage Steve Holland | Lazar Saric                | 14 listopada 2015    | 16 lutego 2016       | 116     |
| 17 | Przeżyj atak wirusa w ostatniej bazie na Ziemi Survive the Virus Attack Trapped in the Last Home Base Station on Earth Thing! | Jonathan Judge       | Mark Fellows               | 21 listopada 2015    | 24 marca 2016        | 121     |
| 18 | Wystartuj w wyborach! Run for Office Thing!                                                                                   | Savage Steve Holland | Keith Wagner               | 9 stycznia 2016      | 22 marca 2016        | 119     |
| 19 | Mów zawsze prawdę Always Tell the Truth (but Not Always) Thing!                                                               | Joe Menendez         | Lazar Saric                | 16 stycznia 2016     | 29 marca 2016        | 124     |
| 20 | Zostań milionerem, a potem rozdaj wszystko! Become a Millionaire and Give It All Away Thing!                                  | Savage Steve Holland | Sona Panos                 | 23 stycznia 2016     | 25 marca 2016        | 122     |
| 21 | Zostaw po sobie ślad! Leave Your Mark Thing!                                                                                  | Julian Petrillo      | Lazar Saric                | 30 stycznia 2016     | 18 lutego 2016       | 118     |
| 22 | Poznaj swojego idola Meet Your Idol Thing!                                                                                    | Melissa Kosar        | Scott Fellows              | 6 lutego 2016        | 28 marca 2016        | 123     |
| 23 | Zostań mistrzem! Master a Thing Thing!                                                                                        | Stewart Schill       | Nathan Knetchel            | 13 lutego 2016       | 23 marca 2016        | 120     |
| 24 | Podnieś rękę! Raise Your Hand Thing!                                                                                          | Jonathan Judge       | Scott Fellows              | 20 lutego 2016       | 30 marca 2016        | 126     |
| 25 | Złam serce na zapas! Get Your Heart Pre-Broken Thing!                                                                         | Savage Steve Holland | Scott Fellows              | 27 lutego 2016       | 21 marca 2016        | 114     |